# Gazella marica
La gazzella delle sabbie (Gazella marica Thomas, 1897; in passato Gazella subgutturosa marica) o reem (arabo: ريم) è una specie di gazzella originaria dei deserti siraco e arabico. Oggi sopravvive in natura in piccole popolazioni isolate in Arabia Saudita, Emirati Arabi Uniti, Oman e Turchia sud-orientale e alcuni esemplari in numero limitato potrebbero essere presenti anche in Kuwait, Iraq, Giordania e Siria. Si ritiene che la popolazione selvatica di gazzelle delle sabbie sia inferiore alle 3 000 unità, ma fortunatamente più di 100 000 esemplari sono presenti in cattività, in riserve naturali e in centri di riproduzione.
Fino a poco tempo fa, la gazzella delle sabbie veniva considerata una sottospecie della gazzella gozzuta (Gazella subgutturosa). Uno studio genetico del 2010 ha però stabilito che appartiene ad una linea evolutiva distinta e oggi viene considerata una specie a parte. Ulteriori ricerche genetiche effettuate nel 2012 hanno scoperto che la gazzella delle sabbie è strettamente imparentata con due gazzelle nordafricane, la gazzella di Cuvier (Gazella cuvieri) e la gazzella bianca (Gazella leptoceros), con le quali forma forse un'unica specie.

## Descrizione

### Dimensioni
La gazzella delle sabbie misura 97 cm di lunghezza (ai quali vanno aggiunti 15 cm di coda) e 55-60 cm di altezza al garrese. Il peso si aggira intorno ai 22 kg nei maschi e ai 18 kg nelle femmine. Le corna, presenti in entrambi i sessi, misurano fino a 27 cm nei maschi e a 15 nelle femmine.

### Aspetto
Più piccola della gazzella gozzuta, presenta una struttura relativamente robusta, con una colorazione biancastra o bruno-giallastra chiara. I disegni sulla faccia e sul corpo, tipici di altre specie di gazzelle, sono appena abbozzati, e non è presente nessuna striscia scura tra la colorazione bianca delle regioni inferiori e quella beige di fianchi e dorso. Il muso e la fronte tendono ad essere bianchi, specialmente negli individui anziani. La coda è nera. Le zampe, lunghe e sottili, terminano con zoccoli stretti e neri. Nei maschi, le corna curvano verso l'alto e all'indietro, e le estremità appuntite si piegano verso l'interno o leggermente in avanti. Le femmine sono leggermente più piccole dei maschi, ma presentano anch'esse corna ben sviluppate, seppur più corte; queste, però, sono diritte e non si aprono a forma di lira come quelle dei maschi. Entrambi i sessi presentano una sorta di rigonfiamento sulla gola, simile ad un gozzo, più pronunciato nei maschi, che consente a questi animali di emettere profondi richiami durante il corteggiamento.

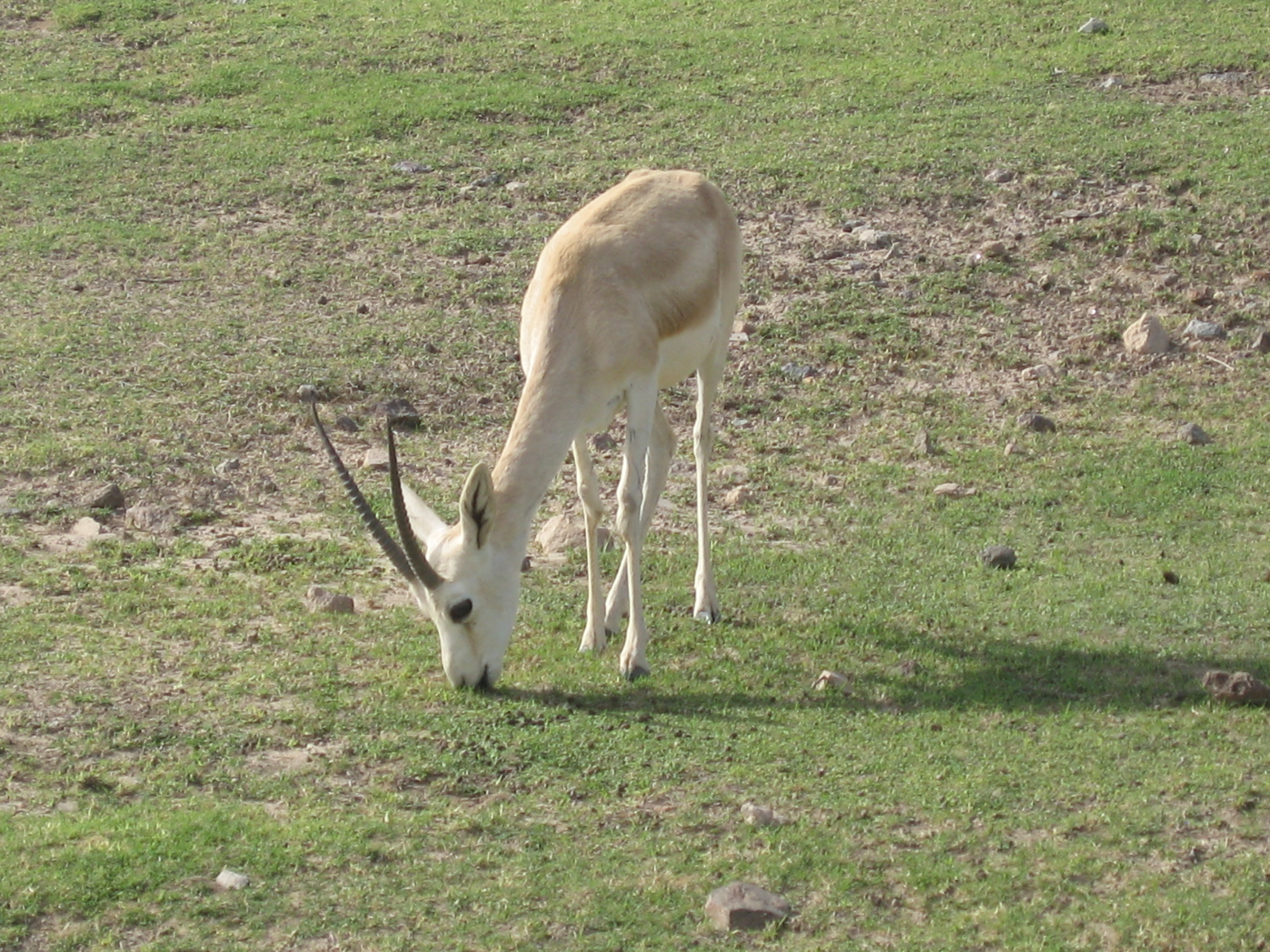
Gazzella delle sabbie sull'isola di Sir Bani Yas (Emirati Arabi Uniti).

## Biologia

### Comportamento
In estate, la gazzella delle sabbie vive in piccoli gruppi familiari composti da 2-10 esemplari, ma in inverno si raduna in grandi branchi di decine o perfino centinaia di individui. Un maschio dominante sorveglia fino a 30 femmine con i loro piccoli, marcando il suo territorio con urina e feci, mentre i maschi subadulti formano gruppi di scapoli. Dopo la stagione degli amori le gazzelle si raggruppano in gruppi misti che possono comprendere anche 50 capi. In primavera, maschi e femmine formano gruppi separati e le femmine gravide, quando si avvicina il momento del parto, rendono a divenire solitarie. Le gazzelle ricavano la maggior parte dell'acqua di cui hanno bisogno dalle piante che mangiano. Per mantenersi al fresco e ridurre la perdita di liquidi attraverso il corpo, le gazzelle delle sabbie possono trattenere calore corporeo durante il giorno, senza ansimare o sudare, e rilasciarlo durante la notte. Sono creature veloci e ottimi saltatori e sfruttano la loro velocità e agilità per sfuggire all'attenzione dei predatori (leopardi e lupi).

### Alimentazione
Si nutre di erba, foglie e giovani germogli. Durante l'estate si alimenta soprattutto durante le ore notturne, scavando fosse poco profonde, dove il terreno è più fresco, in cui riposare.

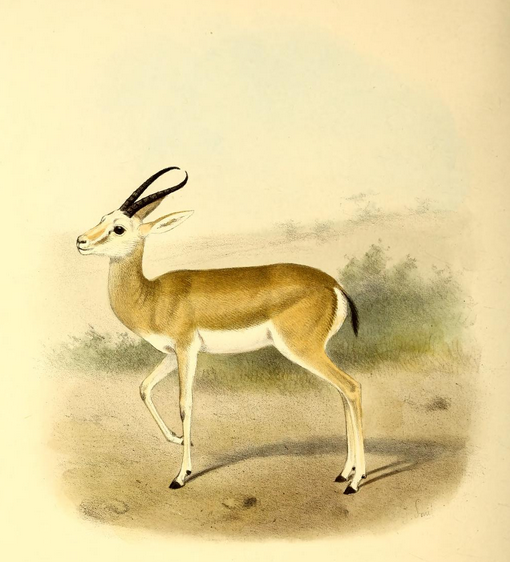
G. marica in una tavola tratta da The book of Antelopes di Philip Sclater (1894).

### Riproduzione
La stagione degli amori ha luogo tra settembre e gennaio. Dopo un periodo di gestazione di 150-180 giorni, la femmina partorisce uno o due piccoli (in rari casi anche tre o quattro), che vengono nascosti tra la vegetazione per metterli al sicuro dai predatori. I gemelli vengono tenuti separati l'uno dall'altro e trasportati in un nuovo nascondiglio dopo ogni allattamento. Lo svezzamento avviene all'età di cinque mesi, ma già a due mesi e mezzo i piccoli sono in grado di seguire la madre. Le femmine raggiungono la maturità sessuale a 9 mesi, i maschi a 18. La speranza di vita è di 6-12 anni.

## Distribuzione e habitat
Un tempo diffusa in tutta la penisola arabica, fino al Kuwait e all'Iraq a nord, è presente oggi solamente in Bahrein (sull'isola di Hawar e nella parte meridionale dell'isola di Bahrein), Oman (nel Dhofar e ai margini del Rub' al-Khali, fino al Santuario dell'Orice d'Arabia), Emirati Arabi Uniti (nella riserva di Umm al-Zumoul), Arabia Saudita settentrionale, Giordania nord-orientale, Siria meridionale, Iraq sud-occidentale e Yemen. Vive nei deserti sabbiosi, nelle distese ghiaiose che li circondano, sugli altopiani calcarei, nelle distese di lava basaltica, sulle scarpate di roccia sedimentaria e nelle pianure costiere.

## Conservazione
Gli effettivi della gazzella delle sabbie sono in diminuzione a causa della caccia illegale, dell'espansione dei terreni agricoli, della competizione per il cibo con il bestiame e della frammentazione ambientale provocata dallo sviluppo. Si stima che ne rimangano meno di 10 000 esemplari, per lo più in Arabia Saudita, suddivisi in quattro popolazioni, tutte quante all'interno di aree protette.